# Heiderscheid
Heiderscheid (lussemburghese: Heischent) è un comune soppresso del Lussemburgo nord-occidentale e frazione del comune di Esch-sur-Sûre. Si trova nel cantone di Wiltz, nel distretto di Diekirch.
Il 1º gennaio 2012 il comune di Heiderscheid si è fuso con il comune di Neunhausen nel comune di Esch-sur-Sûre.

## Comune soppresso
Oltre al centro abitato di Heiderscheid, facevano parte del comune soppresso anche le località di Eschdorf e Merscheid. Eschdorf, che era il capoluogo del comune, dopo la fusione è diventato capoluogo del comune di Esch-sur-Sûre.
Nel 2011 il comune di Heiderscheid aveva una popolazione di 1 405 abitanti e un territorio di 32,65 km².

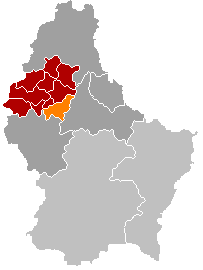
Territorio del comune di Heiderscheid, confluito dal 2012 nel comune di Esch-sur-Sûre